# Dig
A dig (angolul Domain Information Groper) egy parancssori eszköz a tartománynévrendszer (Domain Name System, DNS) névszervereinek lekérdezésére.
A dig egyaránt használható hálózati hibaelhárításra és oktatási célokra, támogatja a nemzetközi tartománynév (Internationalized Domain Name, IDN) lekérdezéseket.
A dig a BIND tartománynév szerver szoftver csomag része. A dig olyan régebbi eszközöket vált le, mint az nslookup és a host program.

## Példa a használatra
Ebben a példában a diget arra használjuk, hogy bármely típusú erőforrásrekordról információt kérdezzünk le az example.com tartományon belül:
- Parancs:

```
dig any example.com
```

- Eredmény

```
 ; <<>> DiG 9.6.1 <<>> any example.com
 ;; global options: +cmd
 ;; Got answer:
 ;; ->>HEADER<<- opcode: QUERY, status: NOERROR, id: 4016
 ;; flags: qr rd ra; QUERY: 1, ANSWER: 4, AUTHORITY: 0, ADDITIONAL: 0
 
 ;; QUESTION SECTION:
 ;example.com.                   IN      ANY
 
 ;; ANSWER SECTION:
 example.com.            172719  IN      NS      a.iana-servers.net.
 example.com.            172719  IN      NS      b.iana-servers.net.
 example.com.            172719  IN      A       208.77.188.166
 example.com.            172719  IN      SOA     dns1.icann.org. hostmaster.icann.org. 2007051703 7200 3600 1209600 86400
 
 ;; Query time: 1 msec
 ;; SERVER: ::1#53(::1)
 ;; WHEN: Wed Aug 12 11:40:43 2009
 ;; MSG SIZE  rcvd: 154

```

A lekérdezések irányíthatók egy kijelölt DNS szerverekhez kitüntetett rekordokért. Ebben a példában az MX-rekordok:
- Parancs:

```
dig MX wikimedia.org @ns0.wikimedia.org

```

- Eredmény:

```
; <<>> DiG 9.6.1 <<>> MX wikimedia.org @ns0.wikimedia.org
;; global options: +cmd
;; Got answer:
;; ->>HEADER<<- opcode: QUERY, status: NOERROR, id: 61144
;; flags: qr aa rd; QUERY: 1, ANSWER: 2, AUTHORITY: 0, ADDITIONAL: 2
;; WARNING: recursion requested but not available

;; QUESTION SECTION:
;wikimedia.org.                 IN      MX

;; ANSWER SECTION:
wikimedia.org.          3600    IN      MX      10 mchenry.wikimedia.org.
wikimedia.org.          3600    IN      MX      50 lists.wikimedia.org.

;; ADDITIONAL SECTION:
mchenry.wikimedia.org.  3600    IN      A       208.80.152.186
lists.wikimedia.org.    3600    IN      A       91.198.174.5

;; Query time: 73 msec
;; SERVER: 208.80.152.130#53(208.80.152.130)
;; WHEN: Wed Aug 12 11:51:03 2009
;; MSG SIZE  rcvd: 109

```

## Fordítás
Ez a szócikk részben vagy egészben  a   dig című angol Wikipédia-szócikk ezen változatának fordításán alapul.  Az eredeti cikk szerkesztőit annak laptörténete sorolja fel. Ez a jelzés csupán a megfogalmazás eredetét és a szerzői jogokat jelzi, nem szolgál a cikkben szereplő információk forrásmegjelöléseként.